# La Neuville-au-Pont
Pour les articles homonymes, voir Neuville et Pont (homonymie).
La Neuville-au-Pont est une commune française, située dans le département de la Marne en région Grand Est.

## Géographie

### Localisation
La Neuville-au-Pont se trouve au nord-est du département de la Marne, en région Grand Est. La commune appartient à la région agricole de l'Argonne.
La commune de La Neuville-au-Pont s'étend sur une superficie de 1 511 hectares. Sur son territoire, l'altitude varie de 125 à 182 mètres. Le village de La Neuville-au-Pont se trouve dans une vallée étroite formée par l'Aisne. De part et d'autre de cette vallée, l'altitude dépasse les 160 mètres.
Par la route, La Neuville-au-Pont se situe à 52 km de Châlons-en-Champagne, préfecture du département, à 52 km de Verdun dans la Meuse, et à 6 km de Sainte-Menehould, bureau centralisateur du canton d'Argonne Suippe et Vesle dont dépend La Neuville-au-Pont depuis 2015. La commune fait en outre partie du bassin de vie de Sainte-Menehould.
La Neuville-au-Pont est limitrophe de 5 communes :
| Courtémont  | Vienne-la-Ville     |           |
| Maffrécourt | La Neuville-au-Pont | Moiremont |
|             | Chaudefontaine      |           |

### Hydrographie
La commune est dans la région hydrographique « la Seine du confluent de l'Oise (inclus) à l'embouchure » au sein du bassin Seine-Normandie. Elle est drainée par l'Aisne, la Bionne, le Fossé des Pauvres Champs et le ruisseau de Saint-Pierre,.
L'Aisne est un  cours d'eau naturel navigable de 256 km de longueur, traversant les cinq départements Meuse, Marne, Ardennes, Aisne, Oise. Elle est un affluent de rive gauche de l'Oise, ce qui fait d'elle un sous-affluent de la Seine. 
La Bionne, d'une longueur de 15 km, prend sa source dans la commune de Somme-Bionne et se jette  dans l'Aisne à Vienne-la-Ville, après avoir traversé six communes. 
Deux plans d'eau complètent le réseau hydrographique : la fosse Perrette (0,1 ha) et le plan d'eau 1 de la commune de la Neuville-au-Pont (0,8 ha),.

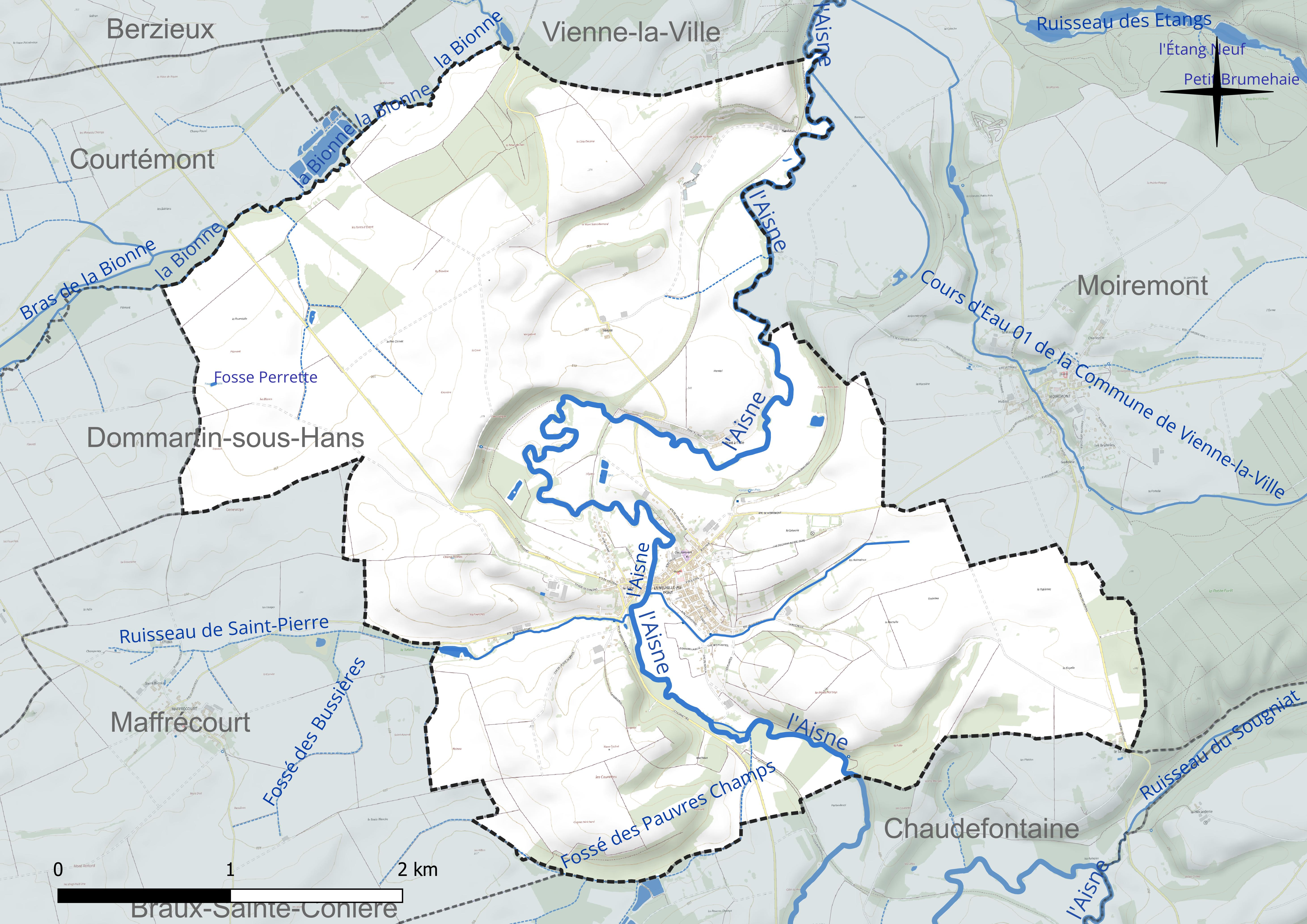
Réseau hydrographique de la Neuville-au-Pont.

### Climat
Pour des articles plus généraux, voir Climat du Grand Est et Climat de la Marne.
En 2010, le climat de la commune est de type climat de montagne, selon une étude du Centre national de la recherche scientifique s'appuyant sur une série de données couvrant la période 1971-2000. En 2020, Météo-France publie une typologie des climats de la France métropolitaine dans laquelle la commune est exposée à un climat océanique altéré et est dans la région climatique  Nord-est du bassin Parisien, caractérisée par un ensoleillement médiocre, une pluviométrie moyenne régulièrement répartie au cours de l’année et un hiver froid (3 °C). 
Pour la période 1971-2000, la température annuelle moyenne est de 10,2 °C, avec une amplitude thermique annuelle de 15,9 °C. Le cumul annuel moyen de précipitations est de 881 mm, avec 13,1 jours de précipitations en janvier et 9,1 jours en juillet. Pour la période 1991-2020, la température moyenne annuelle observée sur la station météorologique de Météo-France la plus proche, « Argers », sur la commune d'Argers à 6 km à vol d'oiseau, est de 10,9 °C et le cumul annuel moyen de précipitations est de 739,4 mm. 
La température maximale relevée sur cette station est de 41,1 °C, atteinte le 25 juillet 2019 ; la température minimale est de −17,5 °C, atteinte le 20 décembre 2009,,. 
Les paramètres climatiques de la commune ont été estimés pour le milieu du siècle (2041-2070) selon différents scénarios d'émission de gaz à effet de serre à partir des nouvelles projections climatiques de référence DRIAS-2020. Ils sont consultables sur un site dédié publié par Météo-France en novembre 2022.

## Urbanisme

### Typologie
Au 1er janvier 2024, La Neuville-au-Pont est catégorisée commune rurale à habitat dispersé, selon la nouvelle grille communale de densité à sept niveaux définie par l'Insee en 2022.
Elle est située hors unité urbaine. Par ailleurs la commune fait partie de l'aire d'attraction de Sainte-Menehould, dont elle est une commune de la couronne,. Cette aire, qui regroupe 50 communes, est catégorisée dans les aires de moins de 50 000 habitants,.

### Occupation des sols
L'occupation des sols de la commune, telle qu'elle ressort de la base de données européenne d’occupation biophysique des sols Corine Land Cover (CLC), est marquée par l'importance des territoires agricoles (84,1 % en 2018), une proportion identique à celle de 1990 (84,1 %). La répartition détaillée en 2018 est la suivante : 
terres arables (59,8 %), prairies (20,3 %), forêts (9,8 %), zones agricoles hétérogènes (3,9 %), zones urbanisées (3,3 %), milieux à végétation arbustive et/ou herbacée (2,8 %). L'évolution de l’occupation des sols de la commune et de ses infrastructures peut être observée sur les différentes représentations cartographiques du territoire : la carte de Cassini (XVIIIe siècle), la carte d'état-major (1820-1866) et les cartes ou photos aériennes de l'IGN pour la période actuelle (1950 à aujourd'hui).

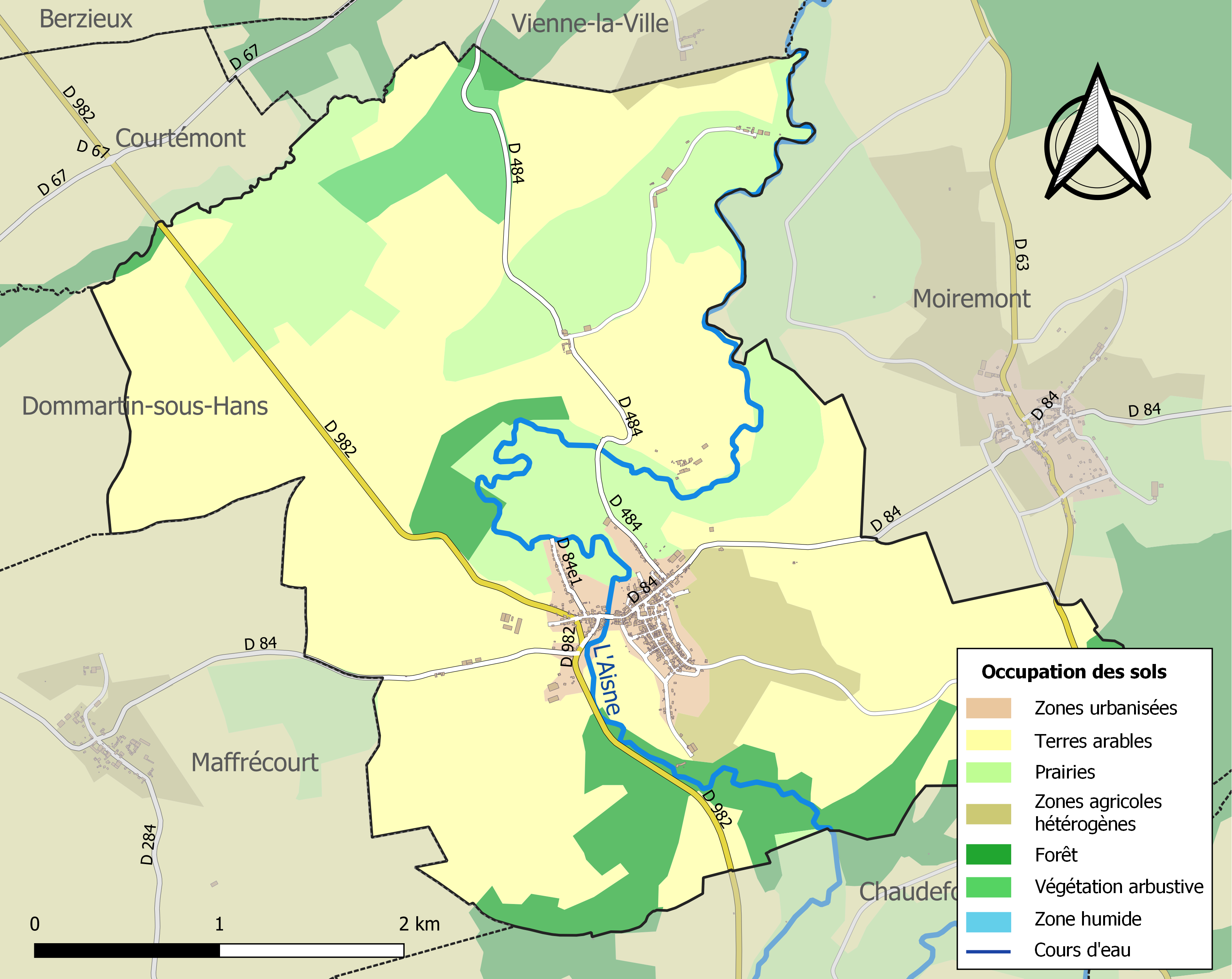
Carte des infrastructures et de l'occupation des sols de la commune en 2018 (CLC).

### Lieux-dits, hameaux et écarts
Outre le village de La Neuville-au-Pont, la commune comprend plusieurs hameaux : le Sougniat au sud-est sur la route de Sainte-Menehould, Petit Moulinet à l'ouest sur le ruisseau de Saint-Pierre, Pont à l'Isle au nord du village sur l'Aisne, Naviaux au nord-est de la commune sur l'Aisne également, et Venise en direction de Vienne-la-Ville au nord.

## Toponymie
À l'origine « Pont-Sainte-Marie » (Pons Sancte Mariæ), un pont sur l'Aisne, a pris insensiblement la dénomination de La Neuville-au-Pont ( Nova villa ad Pontem en 1207 ).
Le nom de la localité est attesté sous les formes « Villa Nova que appellatur Pons Sancte Mariæ » ; Nova Villa ad Pontem (1207) ; Villa de Ponte, Pons (1212) ; Villa ad Pontem (1229) ; Nova Villa ad Pontem (1250) ; Le Pont (1253) ; La Vilenueve au Pont (1267) ; La Villenueve au Pont (vers 1300) ; La Nueve-Ville au Pont (1322) ; La Neuville au Pont (1327) ; Li Pons (1343) ; La ville du Pont (1366) ; La Nuefville au Pont (1359) ; Le Pont (1389) ; La Neuve-Ville à Pont (fin du xve siècle) ; La Neufville-au-Pont (1554) ; La Neufville-aux-Ponts (1651) ; La Neufville (1687) ; Au cours de la Révolution française, la commune porta provisoirement le nom de Pont-sur-Aisne.

Le nom Neuville dérive du latin novavilla, ou « nouveau domaine ». C'est un toponyme très répandu désignant une ville nouvelle (« neuve ville »). De l'adjectif de la langue d'oïl neuve et ville « village ».

## Histoire
Histoire de la commune.
Le procès de la Forêt des Hauts Bâtis, le plus long litige et procès de l'Histoire de France. Les communes de la Neuville au Pont, Moiremont, Florent et Maffrécourt se lancèrent, dès le XVIIe siècle, dans une procédure qui n'aboutira que vers la fin du XIXe siècle[pourquoi ?].
À la fin de la Première Guerre mondiale, la partie nord-est du village est considérée comme détruite, et la commune a  été décoré de la Croix de guerre 1914-1918, le 1er octobre 1920.
Contrairement à ce que beaucoup pensent, les habitants de la commune se nomment les « Macas » et non pas les « Neuvillois et Neuvilloises », pratiquant beaucoup la pêche par le passé ils portent ce nom patois désignant le chabot, petit poisson vivant dans l'Aisne et souvent caché sous les pierres.[réf. souhaitée]

## Politique et administration
Par décret du 29 mars 2017, l'arrondissement de Sainte-Menehould est supprimée et la commune est intégrée le 31 mars 2017 à l'arrondissement de Châlons-en-Champagne.

### Rattachements administratifs et électoraux
La commune se trouve depuis 1940 dans l'arrondissement de Sainte-Menehould du département de la Marne. Pour l'élection des députés, elle fait partie depuis 1986 de la quatrième circonscription de la Marne.
Elle faisait partie depuis 1801 du canton de Sainte-Menehould. Dans le cadre du redécoupage cantonal de 2014 en France, elle intègre le canton d'Argonne Suippe et Vesle.

### Intercommunalité
La commune, antérieurement membre de la communauté de communes de la Région de Sainte-Menehould, est membre, depuis le 1er janvier 2014, de la communauté de communes de l'Argonne Champenoise (CCAC).
En effet, conformément au schéma départemental de coopération intercommunale de la Marne du 15 décembre 2011, cette communauté de communes de l'Argonne Champenoise est issue de la fusion, au 1er janvier 2014, de : 
- la communauté de communes du Canton de Ville-sur-Tourbe ;
- de la communauté de communes de la Région de Givry-en-Argonne ;
- et de la communauté de communes de la Région de Sainte-Menehould.

Les communes isolées de Cernay-en-Dormois, Les Charmontois, Herpont et Voilemont ont également rejoint l'Argonne Champenoise à sa création.

### Liste des maires
| Période                                  | Période | Identité           | Étiquette | Qualité       |
| ---------------------------------------- | ------- | ------------------ | --------- | ------------- |
| Les données manquantes sont à compléter. |         |                    |           |               |
| 1387                                     |         | Perrot Bernart     |           |               |
| 1519                                     |         | Jacquemin Crouet   |           |               |
| 1578                                     |         | Nicolas Arnould    |           |               |
| 1593                                     |         | Jean Jansson       |           |               |
| 1599                                     |         | Philippe Hanchelin |           |               |
| 1613                                     |         | Jean Patizel       |           |               |
| 1617                                     |         | Pierre HANCHELIN   |           |               |
| 1621                                     |         | Jacques Colsenet   |           |               |
| 1650                                     |         | François Bollet    |           | notaire royal |
| 1652                                     |         | Claude Bollet      |           | notaire royal |
| 1653                                     |         | François Bollet    |           | notaire royal |
| 1656                                     |         | Claude Bollet      |           | notaire royal |
| 1661                                     |         | Remy Cazin         |           |               |
| 1667                                     |         | François Collin    |           |               |
| 1671                                     |         | Estienne Carré     |           |               |
| 1672                                     |         | Quentin Beautemps  |           |               |
| 1682                                     |         | Remy Cazin         |           |               |
| 1689                                     |         | Germain Jacquesson |           |               |
| 1691                                     |         | Germain Jacquesson |           |               |
| 1705                                     |         | Claude Charbonnier |           |               |
| 1707                                     |         | Claude Lignot      |           |               |
| 1723                                     |         | Jean Buache l'ainé |           |               |
| 1727                                     |         | Remy Cazin         |           | notaire royal |
| 1733                                     |         | Jean Soudant       |           |               |
| 1737                                     |         | Jean Buache        |           |               |
| 1739                                     |         | Jean Buache        |           |               |
| 1744                                     |         | Nicolas Rouyer     |           |               |
| 1745                                     |         | Nicolas Rouyer     |           |               |
| 1747                                     |         | Jean Arnould       |           |               |
| 1762                                     |         | Buache             |           |               |
| 1780                                     |         | Jean Arnould       |           |               |
| 1788                                     |         | Jean Collin        |           |               |

| Période                                  | Période      | Identité                      | Étiquette | Qualité                         |
| ---------------------------------------- | ------------ | ----------------------------- | --------- | ------------------------------- |
| Les données manquantes sont à compléter. |              |                               |           |                                 |
| 1789                                     |              | Jean-Louis Rouyer             |           |                                 |
| 1790                                     |              | Charles Aumignon              |           |                                 |
| 1791                                     | 1792         | Claude Jozellet               |           |                                 |
| 1792                                     |              | Jean Buache                   |           |                                 |
| 1795                                     |              | Pierre Dieu                   |           |                                 |
| 1800                                     | an XII       | Bertrand Louis Darré          |           |                                 |
| an XII                                   | 1812         | Jean-François Godfroy         |           |                                 |
| 1812                                     | 1815         | Pierre François Servais Darré |           |                                 |
| 1815                                     | 1840         | Jean Rouyer                   |           |                                 |
| 1840                                     | 1852         | Bernard Boucher               |           |                                 |
| 1852                                     | 1871         | Charles Aumignon              |           |                                 |
| 1871                                     | 1878         | Jean Simon                    |           |                                 |
| 1878                                     | 1884         | Frédéric Thiery               |           |                                 |
| 1887                                     | 1892         | Jean-Baptiste Blot            |           |                                 |
| 1892                                     | 1906         | Emile Letache                 |           |                                 |
| 1906                                     | 1919         | Gustave Artoise               |           |                                 |
| 1919                                     | 1929         | Gustave Bourgeois             |           |                                 |
| 1929                                     | 1956         | René Thomas                   |           |                                 |
| 1956                                     | 1966         | Fernand Troizier              |           |                                 |
| 1966                                     | 1976         | Adolphe Marsan                |           |                                 |
| 1976                                     | 1989         | Roger Boileau                 |           |                                 |
| 1989                                     | juillet 2020 | Jean-Louis Mabire             |           | Réélu pour le mandat 2014-2020, |
| juillet 2020                             | En cours     | Franck Zentner                |           |                                 |

## Démographie
L'évolution du nombre d'habitants est connue à travers les recensements de la population effectués dans la commune depuis 1793. Pour les communes de moins de 10 000 habitants, une enquête de recensement portant sur toute la population est réalisée tous les cinq ans, les populations de référence des années intermédiaires étant quant à elles estimées par interpolation ou extrapolation. Pour la commune, le premier recensement exhaustif entrant dans le cadre du nouveau dispositif a été réalisé en 2007.

En 2022, la commune comptait 489 habitants, en évolution de −10,93 % par rapport à 2016 (Marne : −1,19 %, France hors Mayotte : +2,11 %).
| 1793  | 1800  | 1806  | 1821  | 1831  | 1836  | 1841  | 1846  | 1851  |
| ----- | ----- | ----- | ----- | ----- | ----- | ----- | ----- | ----- |
| 1 210 | 1 303 | 1 289 | 1 340 | 1 360 | 1 381 | 1 438 | 1 444 | 1 298 |

| 1856  | 1861  | 1866  | 1872  | 1876  | 1881  | 1886  | 1891  | 1896  |
| ----- | ----- | ----- | ----- | ----- | ----- | ----- | ----- | ----- |
| 1 243 | 1 212 | 1 203 | 1 126 | 1 134 | 1 253 | 1 136 | 1 116 | 1 010 |

| 1901 | 1906 | 1911 | 1921 | 1926 | 1931 | 1936 | 1946 | 1954 |
| ---- | ---- | ---- | ---- | ---- | ---- | ---- | ---- | ---- |
| 885  | 908  | 870  | 767  | 753  | 744  | 741  | 723  | 657  |

| 1962 | 1968 | 1975 | 1982 | 1990 | 1999 | 2006 | 2007 | 2012 |
| ---- | ---- | ---- | ---- | ---- | ---- | ---- | ---- | ---- |
| 646  | 556  | 547  | 509  | 578  | 580  | 588  | 589  | 555  |

| 2017 | 2022 | - | - | - | - | - | - | - |
| ---- | ---- | - | - | - | - | - | - | - |
| 546  | 489  | - | - | - | - | - | - | - |

## Culture locale et patrimoine

### Lieux et monuments
- Mairie, inaugurée le 6 décembre 1869. L’un des architectes était Eugène Rouyer, enfant du pays.
- Église.
- Côte à Vignes. Au Ve siècle, Manehould, fille du comte qui administrait Château-sur-Aisne avait sur cette colline un petit ermitage. La tradition populaire rapporte qu'elle aurait fait jaillir une source en frappant le sol de sa quenouille.
- Lavoirs.

### Personnalités liées à la commune
- Charles-François Beautemps-Beaupré, né en 1766, hydrographe.
- Le père de Charles Baudelaire, Joseph-François Baudelaire est né à La Neuville-au-Pont en 1759.
- Louis-Augustin Marmottin, né en 1875, évêque de Saint-Dié puis archevêque de Reims.
- Philippe Buache, né en 1700, géographe français.
- Jean Nicolas Buache, dit "Buache de la Neuville", né en 1741, géographe français.
- Jean Louis Collin[pourquoi ?], ingénieur hydrographe français[39].
- Étienne Collin[pourquoi ?], graveur français[39].
- L'historien Marc Bloch a séjourné à plusieurs reprises dans le village, proche du front, pendant la Première Guerre mondiale[40].